# Willem van 't Spijker
Willem van 't Spijker (Zwolle, 21 september 1926 – Apeldoorn, 23 juli 2021) was een Nederlandse predikant en theoloog. Hij was gespecialiseerd in kerkgeschiedenis en kerkrecht.

## Loopbaan
Van 't Spijker studeerde in Apeldoorn theologie. Hij promoveerde aan de Vrije Universiteit te Amsterdam op het proefschrift De ambten bij Martin Bucer (1970).
Hij was predikant in Drogeham van 1950 tot 1962 en in Utrecht van 1962 tot 1971, daarna werd hij hoogleraar aan de Theologische Universiteit Apeldoorn van de Christelijke Gereformeerde Kerken. In 1997 nam hij afscheid als hoogleraar. In zijn academisch onderwijs en in zijn publicaties specialiseerde hij zich in de periode van de Reformatie. Internationaal gold hij als een specialist in deze periode in de kerkgeschiedenis. Hij werd bevorderd tot Ridder in de Orde van de Nederlandse Leeuw; hij kreeg deze onderscheiding met name vanwege zijn vele publicaties op kerkelijk en wetenschappelijk gebied. Van de Universiteit vir Christelike Hoër Onderwys te Potchefstroom kreeg hij een eredoctoraat in de theologie, onder meer op grond van zijn buitengewone academische status in nationale en internationale context.

## Persoonlijk
Van 't Spijker groeide op in Zwolle in een eenvoudig en kerkelijk meelevend gezin dat gestempeld werd door vroomheid. Hij trouwde met een dochter van de Apeldoornse professor Jan Hovius. Uit dit huwelijk werden acht kinderen geboren, van wie er enkelen ook theologie studeerden in Apeldoorn.
De theoloog overleed in 2021 in Apeldoorn op 94-jarige leeftijd. Hij werd begraven in Wenum.

## Publicaties
- De ambten bij Martin Bucer (dissertatie) - Kampen 1970
- De actualiteit van Martin Bucers ambtsopvatting - Den Haag 1971
- Goddelijk recht en kerkelijke orde bij Martin Bucer - Kampen 1972
- Eenheid in verscheidenheid? De identiteitcrisis binnen de gereformeerde gezindte - Kampen 1974
- Democratisering van de kerk anno 1562 - Kampen 1975
- De charismatische beweging - Den Haag 1977
- Reformatie en geschiedenis - Goes 1977
- Zijn verbond en woorden. Over doop, belijdenis en avondmaal volgens de klassieke formulieren - Kampen 1980
- Triptiek van de geschiedenis. De verhouding tussen wereld-, heils- en kerkgeschiedenis. Goes 1981
- Doop in plaats van besnijdenis. Serie Pasmunt 1 - Kampen 1982
- Luther - belofte en ervaring - Goes 1983
- Anthony Brummelkamp. Een terugblik op de Afscheiding - Apeldoorn 1984
- De Kerk bij Hendrik de Cock. Apeldoornse Studies 21 - Kampen 1985
- Luther en Calvijn. De invloed van Luther op Calvijn blijkens Institutie. Apeldoornse Studies 20 - Kampen 1985
- 'Die Fransman ...' - Calvijn in 1536 - Kampen 1986
- Gereformeerden en dopers. Gesprek onderweg. Reformatie Reeks 16 - Kampen 1986
- De Heilige Geest als Trooster. De Parakleet-teksten bij Johannes. Serie Pasmunt 7 - Kampen 1986
- Beeldvorming. Documentatie over de Christelijke Gereformeerde Kerken - Franeker 1989
- Principe, methode en functie van de theologie bij Andreas Hyperius. Apeldoornse Studies 26 - Kampen 1990
- De toeëigening van het heil - Amsterdam 1993
- Gemeenschap met Christus. Centraal gegeven van de gereformeerde theologie. Academische Rede - Apeldoornse Studies 32 - Kampen 1995

- Bibliothèque nationale de France: cb12274931z (data)
- Gemeinsame Normdatei: 119545403
- International Standard Name Identifier: 0000 0000 8167 8235
- Library of Congress Control Number: n80122608
- Nationale Bibliotheek van Israël: 987007429470905171
- Nederlandse Thesaurus van Auteursnamen: 069169047
- Système universitaire de documentation: 031556930
- Virtual International Authority File: 95160040
- WorldCat: E39PBJtH69PBJ9C8bMfHYDQrMP